# Bernhard IV van Anhalt
Bernhard IV van Anhalt (overleden op 28 juni 1354) was van 1348 tot 1354 vorst van Anhalt-Bernburg. Hij behoorde tot het huis Ascaniërs.

## Levensloop
Hij was de oudste zoon van vorst Bernhard III van Anhalt-Bernburg en Agnes van Saksen-Wittenberg, dochter van hertog Rudolf I van Saksen-Wittenberg. 
Na de dood van zijn vader in 1348 erfde Bernhard IV het vorstendom Anhalt-Bernburg als enige heerser, waarbij hij de rechten van zijn jongere broers Hendrik IV en Otto III omzeilde. Hij gebruikte ook de titel markgraaf van Landsberg, hoewel dit markgraafschap in 1347 was verkocht aan het huis Wettin.
Kort voor zijn dood verloofde hij zich met Beatrix (1339-1399), dochter van markgraaf Frederik II van Meißen. Het huwelijk heeft echter nooit plaatsgevonden en Bernhard stierf zonder nakomelingen. Zijn jongere broer Hendrik IV volgde hem op als vorst van Anhalt-Bernburg.